# Monotonische Orthographie
Die monotonische Orthographie (neugriechisch μονοτονικό σύστημα γραφής monotonikó sístima grafís) ist ein System der Akzentsetzung mit nur einem Akzent für die (neu-)griechische Sprache. Sie löste im Jahr 1982 die polytonische Orthographie (mit drei Akzenten) ab. Äußerlich ist dieser eine Akzent meistens identisch mit dem alten polytonischen Akut – ὀξεία oxeía. Bisweilen wird aber auch ein senkrecht stehender „neutraler“ Tonos (τόνος tónos) benutzt.

## Hintergrund
In der altgriechischen polytonischen Orthographie gab es drei Akzente, außerdem noch zwei Hauchzeichen (Spiritus asper und Spiritus lenis) und ein Zeichen für einen schon in der Frühzeit verstummten i-Laut (siehe dortiger Artikel). Die griechische Sprache verlor im Laufe ihrer Entwicklung jedoch den tonsprachlichen Charakter – der tonale Akzent wandelte sich zu einem reinen Betonungsakzent. Zudem verstummte der h-Laut, was die beiden Spiritūs überflüssig machte; der i-Laut des Iota subscriptum war ohnehin schon verstummt. Deshalb wurde das polytonische System immer häufiger als überflüssiger Lernaufwand gesehen. Nach einer hitzigen Debatte im griechischen Parlament wurde es 1982 abgeschafft und durch das monotonische System ersetzt.
Die ebenfalls etymologisch begründeten verschiedenen Schreibungen der einzelnen Laute wurden jedoch beibehalten:
- ι, η, υ, ει, οι und υι für [i]
- ο und ω für [ɔ]
- αι und ε für [ɛ]

## Betonungskennzeichnung
Bei der Reform wurden die alten polytonischen Akzente nicht 1 : 1 durch den Tonos ersetzt, sondern der Tonos markiert heute die Akzentstelle innerhalb eines Wortes und wird deshalb bei einsilbigen Wörtern meistens weggelassen. Im polytonischen System hingegen wurde unterschieden zwischen einsilbigen betonten Wörtern (die ein Akzentzeichen trugen) und einsilbigen unbetonten Wörtern (Klitika; vgl. das Beispiel unten).

## Heutige Verwendung
Heute wird für (neu-)griechische Texte überwiegend die monotonische Orthographie verwendet, auch für alle offiziellen Texte wie Schulbücher, Gesetzestexte etc. Neugriechische Literatur – auch neu erscheinende – wird jedoch noch häufig polytonisch gedruckt, auch einige Verlage verwenden weiterhin das polytonische System. Es ist auch noch bei vielen Privatpersonen in Gebrauch, für die es die gewohnte Art des Schreibens darstellt, welche sie in ihrer Schulzeit gelernt haben.

## Beispiel für polytonische und monotonische Orthographie
| polytonisch | monotonisch |
| --- | --- |
| Πάτερ ἡμῶν ὁ ἐν τοῖς οὐρανοῖς ἁγιασθήτω τὸ ὄνομά σου· ἐλθέτω ἡ βασιλεία σου· γεννηθήτω τὸ θέλημά σου, ὡς ἐν οὐρανῷ καὶ ἐπὶ τῆς γῆς· τὸν ἄρτον ἡμῶν τὸν ἐπιούσιον δὸς ἡμῖν σήμερον· καὶ ἄφες ἡμῖν τὰ ὀφειλήματα ἡμῶν, ὡς καὶ ἡμεῖς ἀφίεμεν τοῖς ὀφειλέταις ἡμῶν· καὶ μὴ εἰσενέγκῃς ἡμᾶς εἰς πειρασμόν, ἀλλὰ ῥῦσαι ἡμᾶς ἀπὸ τοῦ πονηροῦ. ἀμήν. | Πάτερ ημών ο εν τοις ουρανοίς αγιασθήτω το όνομά σου· ελθέτω η βασιλεία σου· γεννηθήτω το θέλημά σου, ως εν ουρανώ και επί της γης· τον άρτον ημών τον επιούσιον δος ημίν σήμερον· και άφες ημίν τα οφειλήματα ημών, ως και ημείς αφίεμεν τοις οφειλέταις ημών· και μη εισενέγκης ημάς εις πειρασμόν, αλλά ρύσαι ημάς από του πονηρού. αμήν. |

## Zeichentabelle
|              | Kleinbuchstabe | Kleinbuchstabe | Kleinbuchstabe | Kleinbuchstabe | Kleinbuchstabe | Kleinbuchstabe | Kleinbuchstabe | Großbuchstabe | Großbuchstabe | Großbuchstabe | Großbuchstabe | Großbuchstabe | Großbuchstabe | Großbuchstabe |
| Alfa         | Epsilon        | Ita            | Iota           | Omikron        | Ypsilon        | Omega          | Alfa           | Epsilon       | Ita           | Iota          | Omikron       | Ypsilon       | Omega         |               |
| Reiner Vokal | α              | ε              | η              | ι              | ο              | υ              | ω              | Α             | Ε             | Η             | Ι             | Ο             | Υ             | Ω             |
| Mit Tonos    | ά              | έ              | ή              | ί              | ό              | ύ              | ώ              | Ά             | Έ             | Ή             | Ί             | Ό             | Ύ             | Ώ             |